# Sailor Moon SS The Movie - Il mistero dei sogni
Sailor Moon SS The Movie - Il mistero dei sogni (美少女戦士セーラームーンSuperS セーラー9戦士集結!ブラック・ドリーム・ホールの奇跡?, Bishōjo senshi Sērā Mūn SuperS Sērā 9 Senshi shūketsu! Burakku dorīmu hōru no kiseki, lett. "Sailor Moon SuperS - Le 9 guerriere Sailor unite! Il miracolo del buco nero dei sogni") è un film del 1995 diretto da Hiroshi Shibata.
È il terzo e ultimo film d'animazione tratto dalla saga di Sailor Moon di Naoko Takeuchi, legato alla serie Sailor Moon SuperS, pur essendo slegato dalla cronologia ufficiale dell'opera. Il sottotitolo in inglese Black Hole Dream con cui è internazionalmente noto, deriva dall'edizione statunitense. All'inizio del film è presente un corto di 16 minuti, Il primo amore di Amy.
Il film si basa sulle fiabe europee, poiché gli elfi rapiscono i bambini incantandoli col suono di un flauto come il Pifferaio di Hamelin e la loro base porta il nome di Castello di Marzapane, termine che ricorda la casa di marzapane della strega di Hänsel e Gretel ed è la dimora di Badiane, la "strega cattiva" della storia.

## Trama
La Regina Badiane, proveniente da un'altra galassia, ha intenzione di far risucchiare la Terra all'interno di un buco nero alimentato dai sogni dei bambini. Per farlo ha bisogno di rapire i piccoli terrestri e sfruttare la loro energia onirica: durante la notte manda sulla Terra 4 folletti a lei sottoposti, che incantano i bambini suonando il flauto: Peruru, Buburan, Oranja e Bananu. Uno dei folletti, Peruru, incontra Chibiusa e se ne innamora, ribellandosi così a Badiane. Sarà proprio lui a guidare le Guerriere Sailor, a cui si uniranno per l'occasione le Guerriere del Sistema Solare Esterno, Sailor Uranus, Sailor Neptune e Sailor Pluto, sul castello di marzapane di Badiane, per sconfiggerla e salvare tutti i bambini, scoprendo che in realtà il Buco Nero è la stessa Badiane.

## Personaggi
Perle (ペルル?, Peruru, in Italia Peruru)
Un elfo dei sogni che somiglia a un bambino della stessa età di Chibiusa, con la quale stringe subito amicizia. Preoccupato per la felicità dei bambini, per la sorte di Chibiusa e ribellatosi alla sua regina, Badiane, accompagna le Guerriere Sailor al Castello di Marzapane per sconfiggerla. Alla fine il bel rapporto con Chibiusa si trasformerà in amore.
Regina Badiane (女王バヂヤーヌ?, Joō Badjiyānu)
Il nemico del film, è una maga proveniente da un'altra galassia, intenzionata a risucchiare la Terra all'interno di un buco nero alimentato dai sogni dei bambini.
Pupuran (ププラン?, Pupuran), Oranja (オランジャ?, Oranja) e Bananu (バナーヌ?, Banānu)
Gli altri tre elfi compagni di Perle, al servizio di Badiane.

## Colonna sonora

### Sigle
Sigla di apertura
Moonlight densetsu (ムーンライト伝説? lett. "La leggenda della luce lunare"), di Moon Lips
Sigla di chiusura
Morning Moon de aimashō (モーニングムーンで会いましょう? lett. "Ci vediamo al mattino lunare"), di Pretty Cast
Sigla di apertura e di chiusura italiana
Sailor Moon e il Mistero dei Sogni, di Cristina D'Avena

### Altre canzoni
Sanji no yōsei (三時の妖精? lett. "La fata delle ore tre")
In Italia, la canzone non ha un titolo preciso. Nella versione originale, si parla di una Fata, che alle 3 del mattino bussa alle camerette dei bambini, per farli alzare dal letto, in segreto senza mamma e papà, per portarli nel "Paese dei Dolci", un paese meraviglioso che solo i bambini conoscono, con una nave; Nella versione italiana, la canzone è stata sovrapposta all'originale, ed è quindi possibile sentire in sottofondo l'originale, che parla di una musica di un piffero che i bambini dovrebbero seguire per fare in modo che i loro sogni vengano realizzati e che una nave spaziale li sta aspettando per portarli "lassù nel blu" poiché lì è tutto più bello e vi sono tanti dolci ad aspettarli.

## Adattamento italiano
Il film è stato inizialmente trasmesso su Rete 4 subito dopo la serie Sailor Moon e il mistero dei sogni, diviso in tre episodi speciali dal titolo La melodia misteriosa, Salviamo Sailor Chibiusa, e I mitici poteri Sailor.
L'adattamento è stato curato da Deneb Film, mantenendo le voci uguali alla serie animata. Viene eliminato ogni riferimento al titolo di regina a Badiane e le creature evocate dagli elfi per attaccare le guerriere, i Bonbon Babies, sono stati ribattezzati Piccoli Bonbon.
Il 21 giugno 2010 il lungometraggio è stato ritrasmesso su Hiro e replicato il 30 gennaio 2011 su Italia 1, con il titolo Sailor Moon e il mistero dei sogni, in entrambi i casi senza censure video e con la sigla italiana della quarta serie.

## Distribuzione
In Italia il film è stato distribuito in DVD dalla Dynit con il titolo Sailor Moon SS The Movie - Il mistero dei sogni; quest'edizione contiene la traccia audio italiana e giapponese con l'aggiunta di sottotitoli fedeli all'originale, uscita il 21 marzo 2012.